# Angel brez kril
Angel brez kril  je naslov pesniške zbirke za odrasle, ki jo je napisala Tanja Nežmah Dolinšek. Izšla je leta 2006 pri Gorenjskem glasu.

## O pesniški zbirki
Pesniška zbirka Angel brez kril je izšla leta 2006. Na začetku zbirke je napisana zahvala, na koncu pa spremna beseda, ki jo je napisala Mira Delavec. V zbirki je zbranih 75 pesmi, ki so razporejene v tri dele: Srce in duša otroka, Roža sredi puščave, Ko vstaneš. Pesmi so razporejene časovno, glede na čas pisanja pesmi, ki se razteza od otroštva do sedanjosti. Pesmi so po tematiki življenjsko-izpovedne, saj pesnica izraža svoja čustva in misli o življenju. V pesniški zbirki pesnica pogosto omenja pokojnega očeta in brata.